# Relation économique
Le terme de relation économique désigne deux choses :
- les relations économiques entre individus, qui passent par le commerce, les créances, etc. ;
- les relations entre entités économiques, les pays en particulier.

## Relations économiques entre pays
Par exemple, les relations économiques entre le Japon et les autres pays du monde (Economic relations of Japan (en)).

### Renforcement des échanges commerciaux
Les épisodes de mondialisation économique au début du XIXe siècle, puis à partir des années 1990 (voir Histoire du capitalisme) ont renforcé les liens entre les pays.
L’importance des guerres a diminué entre les pays intégrés économiquement.

### Dépendances d'approvisionnement
Les relations économiques induisent également des phénomènes de dépendance, en particulier pour les ressources rares comme les ressources naturelles.

### Ruptures des échanges économiques
Pour faire pression sur un pays, un pays majeur, un groupe de pays, ou la communauté internationale peuvent décider de rompre les échanges économiques avec un autre pays, afin de faire pression sur ces citoyens, et, indirectement, sur ses dirigeants.